# 合田好道
合田 好道（ごうだ よしみち、別呼称・こうどう、
1910年（明治43年） - 2000年（平成12年）2月6日）は、日本の画家・陶芸家。
益子焼の窯元や陶芸家志望の若者たちを指導し、「民芸の町・益子」「陶芸の町・益子」を作り上げた、戦後の益子の歴史における象徴的な人物の一人であり、「益子のお目付役」と呼ばれ、濱田庄司を益子焼の中興の祖とするならば、同じ益子焼の陶芸家であった島岡達三から「濱田の精神の伝導者」と呼ばれ、益子の陶芸家たちへの思想的影響力が強かった人物である。

## 生涯

### 生い立ち
1910年（明治43年）、香川県三豊郡豊濱町（現・観音寺市）に、味噌醤油醸造業であった父・合田辧治、母・まつの4人兄弟の次男として生まれる。
1916年（大正5年）、６歳の時に父母と共に、当時、日本の統治下にあった朝鮮慶尚北道興海に家族で移住。そして1919年（大正8年）、９歳の時に兄・正隆と二人で帰国し、祖母・タネと暮らし、小学校に通い始める。
1924年（大正13年）に祖母が７８歳で亡くなった。
1925年（大正14年）、旧制三豊中学校（現：香川県立観音寺第一高等学校）を三年で中退し（後の第68代内閣総理大臣、大平正芳と同郷・同窓）。別府に移住する。
別府では親戚の精米所や旅館や電気工事店に転々と従事していたが、やがて兄の影響で画家を志望するようになる。

### 上京と工芸古美術修行
1929年（昭和4年）、一年間写生を続けた後に、19歳の時に画家を志して上京し、春陽会の研究所に通い、同年春陽会に入選する。
この当時は若き油絵画家として将来を有望視されていたという。
しかし、東京の画壇の人間関係を嫌がるようになり、中央画壇から身を引き隠遁を模索するようになる。
1930年（昭和5年）、小山富士夫、鳥海青児、料治熊太、そして料治の紹介で会津八一と知り合い、会津の骨董見聞や朝鮮慶州旅行に同道し九州・臼杵を旅することで数多くの古美術に触れその見識を深める。
1939年（昭和14年）、兄・正隆を頼り朝鮮に戻り、兄の世話で京城（現：ソウル市）の百貨店に勤務し、宣伝部や美術部で展覧会の開催を担当し、朝鮮の美術や工芸に対する造詣を深める。そして小山富士夫の紹介で浅川伯教と知り合う。
そしてこれらの画家や文化人との交流と、様々な経験により、朝鮮美術や工芸、そして古美術への審美眼は後に濱田庄司も認めるところとなった。

1942年（昭和17年）、前年12月に太平洋戦争が勃発するが、日本の敗戦を早々に予想し日本に引き揚げ、持ち帰った古美術を売り生活しながら油絵を描いていた。
友人であった伊東安兵衛と喫茶店を兼ねた工芸店「門」を開き、伊東の紹介により、富本憲吉、石黒宗麿、北大路魯山人、荒川豊蔵、そして濱田庄司らの作品を店に陳列した。
1945年（昭和20年）に海軍に召集されたが、身体検査で兵役免除となる。
藤嶺学園の教師となり、学徒動員の中学生徒を引率しながら松下電器の工場へと通った。

### 益子へ
戦後間もない1946年（昭和21年）、工芸店「門」を再建し、「門」が管理する窯元を益子に開窯し、自身は絵を描いて暮らしたい、という構想を叶えるため、濱田庄司を頼り益子に移住。「たくみ工芸店」の再開により益子出張員となる。
益子に着いた翌日から約40軒ほどあった窯元を見て回り食器作りを勧めた。しかし当時の益子の人たちは頑固であったため、合田のこのアドバイスに誰も耳を貸さなかった。
そこで合田は益子の円道寺窯にいた若き成井立歩や成井藤夫ら若者たちに声を掛け、陶芸の指導、特に赤絵の絵付けの指導を始めた。
そして合田の作品に対して激励を送っていた濱田庄司とは友人関係となり、合田は毎日のように濱田の家に通っては陶器についてはもちろんのこと、絵画や書道、更に朝鮮の古陶磁器や民芸についても楽しげに語らっていたという。
1949年（昭和24年）、柳宗悦、バーナード・リーチが益子を来訪し知遇を得る。
1952年（昭和27年）に、益子焼の陶芸家であった木村一郎宅の離れに移り住み、この後12年ほどアトリエ併設の居住地とする。
同時期に円道寺窯の指導を止め、油絵や赤絵作品を制作しながら大誠窯など数窯の指導をし、1956年（昭和31年）には「塚本製陶所」の研究生の指導をした。
そこで知り合った加守田章二とは1958年（昭和33年）に一時期一緒に住んでいたこともあり、合田はその資質と物分かりの良さを認め「あれほどの才能は二度と出ないだろう」と語っている。
この頃の合田は加守田のみならず、数多くの若者たちの住居や食事の世話をし、共に語らい、酒を酌み交わし、そのために益子には陶芸家志望の若者が集っていき、まだ作品は売れず、お金も無かった若者たちが合田のところに集まり、酒を飲んでは喧嘩して、合田は常にその中心にいたと言われている。
1960年（昭和35年）、洋画家の鳥海青児の勧めにより東京都に転居し、時々益子に戻りながらも5年ほど東京で古美術を扱って生計を立てながら絵を描く生活をする。
そして1965年（昭和40年）からは、益子で手捻りで成形し、直焔式の小窯で焼成し、赤絵で絵付けをしながら、自らの陶芸作品を作陶していくようになる。

### 韓国「金海窯」
前述通り、戦前には朝鮮を旅行したり京城（現：ソウル）に住んでいたことも就職していたこともあり、もともと朝鮮の陶磁器事情に詳しかった合田であったが、1972年（昭和47年）、韓国人の金と知り合い、合田が指導する窯元を韓国に築窯し、韓国で作陶した作品を日本に輸出し展示販売をする計画が持ち上がる。
そして1974年（昭和49年）、64歳にして和田安雄を伴い韓国へ移住、金海窯を築窯した。
そして現地をくまなく調査し、原材料から韓国に残っていた民窯の職人たちの協力を得て、翌1975年（昭和50年）より本格的に作陶活動を開始。当地の材料と、赤絵のみならず、象嵌や刷毛目などの韓国の伝統的な陶芸技法を取り入れ、日韓両国の陶芸に現代の感性を融合させた作品を作陶していった。そして日本や韓国で展覧会を開催し、日韓両国で好評を博し、画期的な成功を収めた。
そして1980年（昭和55年）、70歳になったのを機に韓国を去り、益子へ帰った。
韓国人の陶工で操業を続けた金海窯は、それから約10年ほどで解散してしまうが、現在でもその周辺では金海窯出身の陶芸家たちが作陶活動を続けており、合田はその礎を築いた人物となった。
そして近年、益子町が韓国の陶芸家たちと交流をするに当たり、この時の合田好道の人脈が生かされているという。

### 「合田陶器研究所」設立と晩年
1981年（昭和56年）、島岡達三や塚本雅也や塚本央たち益子の有志の援助により「合田陶器研究所」を設立。和田安雄や石川雅一や島岡龍太たちと共に積極的な作陶活動を続けた。益子焼の原点に立ち返りつつ、これまでに培ってきた、赤絵や象嵌、刷毛目など、様々な技法を用いた作陶を行った。
1990年（平成2年）、研究所が創業10年目を迎え、同年11月、益子の陶器ギャラリー「陶庫」で「合田陶器研究所 創業10周年記念作陶展」が開かれた。そして1993年（平成5年）10月には『合田好道作品集』が出版された。
1994年（平成6年）にはマロニエ文化賞を受賞。1995年（平成7年）には栃木県文化功労賞と下野県民文化賞。そして1999年（平成11年）には地域文化功労者文部大臣表彰を受賞した。
これまでの業績を評価されながら、晩年まで新しい技法に取り組み、創作意欲は衰えなかったという。
2000年（平成12年）2月6日、病のため真岡市の病院で逝去した。享年８９。故人の遺志により葬儀や告別式は行われず、同日夜、近親者により「お別れの会」が開かれ、後日、「益子焼つかもと」迎賓館で「合田好道をしのぶ会」が開かれた。
合田の逝去後「合田陶器研究所」は、弟子であり最大の理解者であった和田安雄の名を残した「道祖土 和田窯」として現在も引き継がれている。

## 合田好道記念室
合田好道の作品や思想を後世に伝える顕彰施設として、益子町にある陶器販売店「陶庫」の店内奥にある元「ギャラリー蔵人」に設置された。
「合田陶器研究所」設立時に、支援者の一人であり当時の「陶庫」店主だった塚本央が研究所の社長となった。そのため合田と「陶庫」との関係は密接なものになり、合田と研究所の展覧会が「陶庫」でたびたび開かれた。そして合田が他界し研究所が解散した後の2021年（令和3年）1月に、「陶庫」店内に当施設を設けた。
合田好道の解説文や、陶器作品や油絵作品のみならず、書や日本画や、合田好道が蒐集した骨董品、そして合田好道について書かれた文献も展示されている。

## 弟子

### 円道寺窯
- 成井立歩[3][13][12][6][11][8]：円道寺窯
- 成井藤夫[3][13][12][6][11][8]：藤夫窯

### 合田陶器研究所
- 大塚茂夫：道祖土大塚窯
- 石川雅一：南窓窯
- 島岡龍太[28]：龍太窯
- 和田安雄[29][30]：道祖土和田窯

## 関連文献
- 合田好道『合田好道作品集』下野新聞社〈限定版〉、1993年10月。
- 合田好道展実行委員会『合田好道展　壺中の天地』株式会社 益子町観光振興公社、2002年。